# Марун-эр-Рас
Марун-эр-Рас (араб. مارون الراس‎) — населённый пункт на юге Ливана, в районе Бинт-Джубайль мухаффазы Эн-Набатия. Расположен вблизи израильско-ливанской границы.
В окрестностях Марун-эр-Раса расположен пост 6-52 миротворческой миссии ООН, на котором несут службу миротворцы из Ирландии.

## История

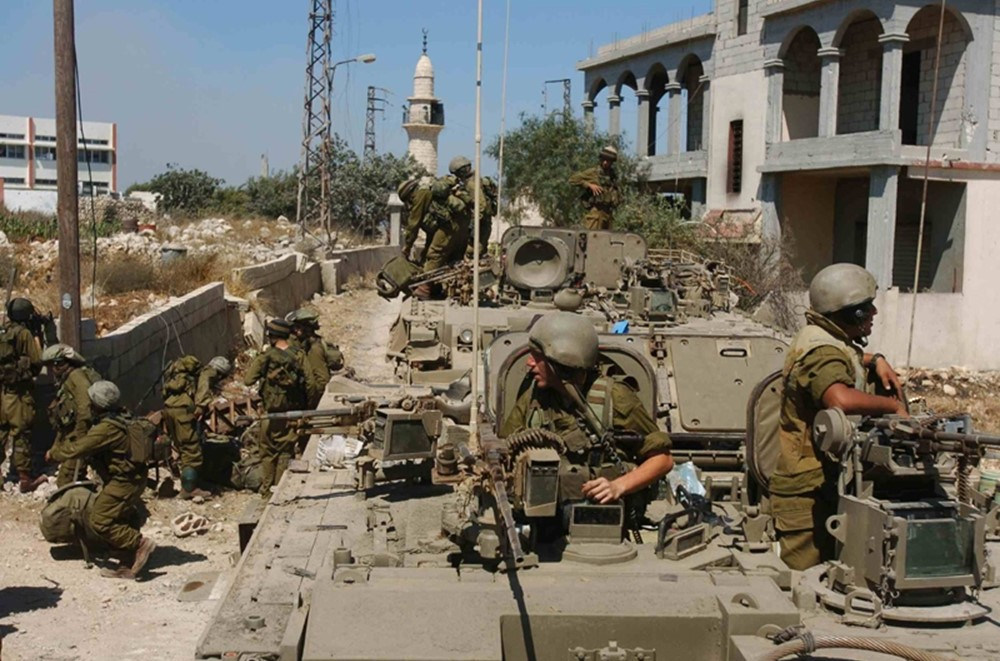
Израильские военнослужащие в Марун-эр-Расе во время второй Ливанской войны (2006 г.)

Марун-эр-Рас был захвачен израильской армией в ходе войны в южном Ливане, и контролировался израильскими войсками вплоть до их вывода в 2000 году, что сделало Марун-эр-Рас последним населённым пунктом, из которого они ушли.
Во время войны летом 2006 года здесь развернулись ожесточённые бои между группировкой Хезболла и израильской армией.

## Достопримечательности
В 2010 году при участии президента Ирана Махмуда Ахмадинежад в Марун-эр-Расе был открыт «Иранский парк». В парке была построена реплика Купола Скалы.
В феврале 2020 года группировка Хезболла установила в Марун-эр-Расе большой памятник Касему Сулеймани — иранскому генералу, убитому месяцем ранее в результате американского авиаудара по аэропорту Багдада. На памятнике Сулеймани был изображен с вытянутой вперёд рукой, которая указывала на территорию Израиля.